# Berg-Gabelzahnmoos
Das Berg-Gabelzahnmoos (Dicranum montanum) ist ein häufiges, epiphytisches Laubmoos.

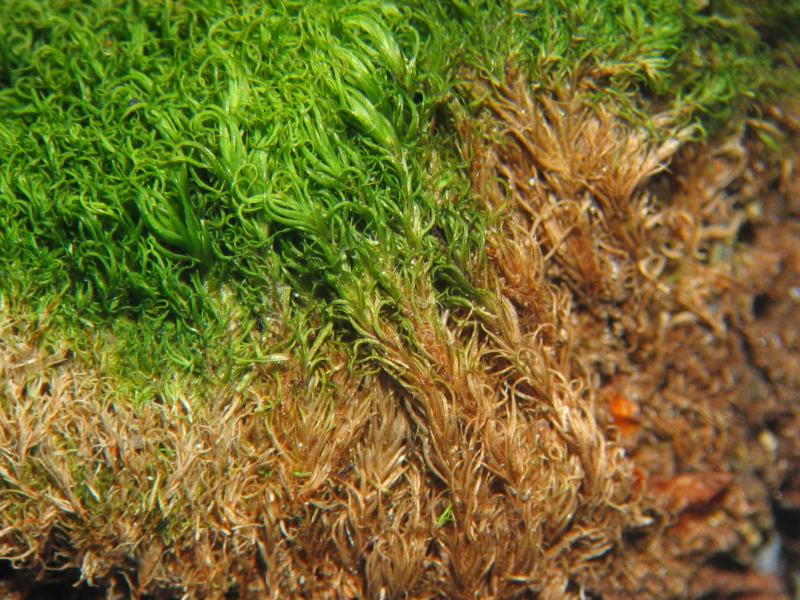
Seitenansicht

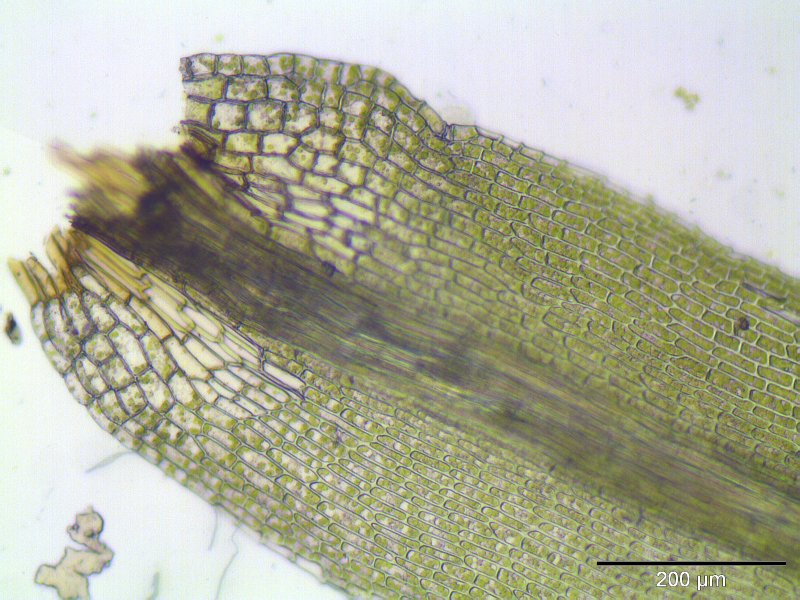
Blattgrund unter dem Mikroskop

## Erkennungsmerkmale
Dicranum montanum bildet dichte, frisch- bis gelblich grüne Polster. Die einzelnen, bis 5 cm hohen Pflanzen haben einen dichten, braunen Rhizoidenfilz. Die trocken geschlängelt bis gedrehten Blätter sind im feuchten Zustand eher einseitswendig gekräuselt. Sie verlaufen in eine lange, weit herab gezähnte Pfriemenspitze und können bis 4 mm lang und 0,4 mm breit werden. Die Blattrippe endet in der Blattspitze und nimmt etwa 1/5 des Blattes ein. Die dickwandigen, ungetüpfelten Laminazellen sind in der Blattmitte länglich rechteckig und etwa 25 bis 50 µm lang und 7 bis 11 µm breit. In der Blattspitze sind die Zellen deutlich kürzer bis subquadratisch. Die unauffälligen Blattflügelzellen sind etwas aufgedunsen.

## Vorkommen
Dicranum montanum ist ein häufiges, epiphytisches Moos, welches zumeist die Rinde von Buchen, Kiefern und Birken besiedelt. Es bevorzugt saures, nährstoff- und kalkarmes Substrat. Es ist besonders in Wäldern verbreitet, kommt jedoch auch auf Felsen vor. Häufige Begleitmoose sind Dicranum scoparium, Hypnum cupressiforme oder Tetraphis pellucida. Das Moos ist circumboreal verbreitet. In Europa und Deutschland ist es eines der häufigsten epiphytischen Moose an Bäumen, welches gegen Luftschadstoffe relativ unempfindlich ist.